# Lipophaga
Lipophaga es un género de arácnido  del orden Solifugae de la familia Gylippidae.

## Distribución
Las especies de este género se encuentran en Sudáfrica y en Namibia.

## Lista de especies
Según Solifuges of the World (version 1.0):
- Lipophaga kraepelini Roewer, 1933
- Lipophaga schultzei (Kraepelin, 1908)
- Lipophaga trispinosa Purcell, 1903